# Dermatofagia

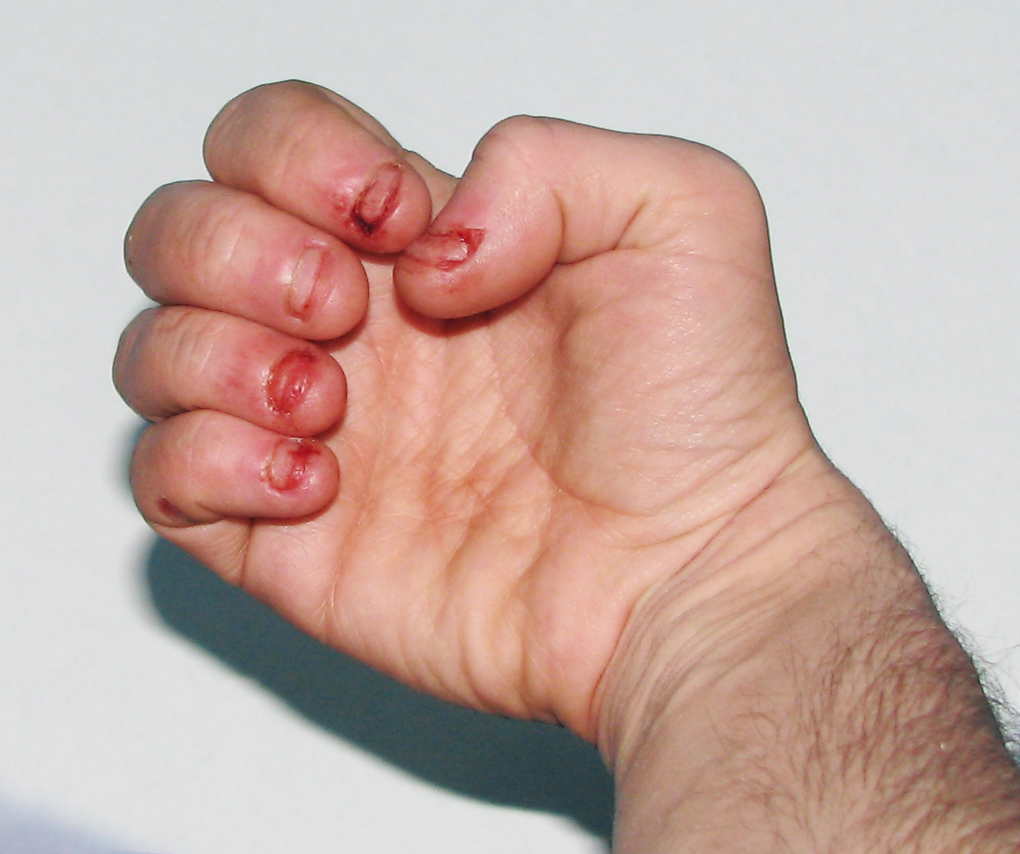
Dłoń osoby cierpiącej na dermatofagię.

Dermatofagia – forma zaburzeń obsesyjno-kompulsyjnych, w których chory kompulsywnie gryzie i żuje swoją własną skórę. Osoby cierpiące na dermatofagię najczęściej obgryzają swoje paznokcie, naskórek zlokalizowany bezpośrednio przy nich, oraz wewnętrzne części policzków, ust i warg, co często prowadzi do krwawień i przebarwień związanych ze stanami zapalnymi. Gryzienie i żucie własnej skóry często może nasilać się wraz ze stanami niepokoju i lęku, które towarzyszą choremu.